# Kaiser (cràter marcià)
Kaiser és un cràter que pertany al quadrangle Noachis de Mart, localitzat a les coordenades 46,6° Sud i 340,9° Oest. Té 201 km de diàmetre. El seu nom fa referència a l'astrònom holandès Frederik Kaiser (1808-1872).

## Dunes
S'han observat moviments d'arrossegament en dunes d'aquest cràter. Alguns investigadors pensen que poden ser causats per aigua líquida, que podria aparèixer en períodes curts de temps en l'estiu de l'hemisferi del sud de Mart. Aquests llits -així com els fluxos d'arrossegament- es poden deure a quantitats petites del gel que es fon.

## Importància
La densitat de cràters d'impacte sol determinar les edats dels elements de la superfície de Mart i d'altres cossos del sistema solar. En principi, com més antiga és una superfície, major presència de cràters. Les formes dels cràters poden revelar la presència de gel en el terreny.
L'àrea al voltant dels cràters pot ser rica en minerals. Sobre la superfície de Mart, la calor de l'impacte fon el gel contingut en el sòl. L'aigua del gel es fon dissolent minerals, i a continuació els diposita en les esquerdes o falles produïdes per l'impacte. Aquest procés, anomenat alteració hidrotermal, és una forma important en la qual s'originen dipòsits de menes. En conseqüència, l'àrea al voltant dels cràters de Mart pot ser rica en menes útils per a la futura colonització del planeta.